# Feather Linux
Feather Linux er en Linux-distribution baseret på Knoppix og Debian. Den fylder under 128 MB og kan køres direkte fra en cd, en USB-nøgle eller tilsvarende, uden at man behøver at installere den på computeren.

## Versioner
- Feather Linux 0.2.2 – 13. december 2003
- Feather Linux 0.3.9 – 27. marts 2004
- Feather Linux 0.4.2 – 15. maj 2004
- Feather Linux 0.5.9 – 19. september 2004
- Feather Linux 0.6.2 – 27. november 2004
- Feather Linux 0.7 – 26. december 2004
- Feather Linux 0.7.1 – 1. januar 2005
- Feather Linux 0.7.2 – 30. januar 2005
- Feather Linux 0.7.3 – 13. februar 2005
- Feather Linux 0.7.4 – 28. februar 2005
- Feather Linux 0.7.5 – 4. juli 2005

## Ekstern kilde/henvisning
- Featherlinux.berlios.de Arkiveret 3. juli 2005 hos  Wayback Machine
- Feather Linux på DistroWatch

| Tux | Spire Denne Linuxartikel er en spire som bør udbygges. Du er velkommen til at hjælpe Wikipedia ved at udvide den. |